# John Bethune

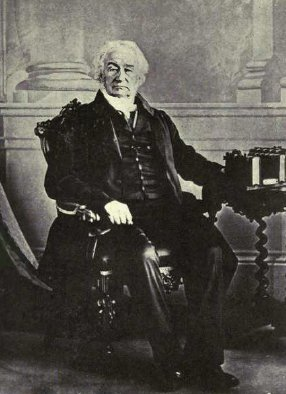

John Bethune (5 de enero de 1791 - 22 de agosto de 1872) fue un clérigo anglicano canadiense y director de la Universidad McGill desde 1835 a 1846.

## Biografía
Nacido en Williamstown, Condado de Glengarry, Alto Canadá, fue hijo de Véronique Waddin y el Reverendo John Bethune. Recibió su educación en la escuela del Reverendo Dr. John Strachan en Cornualles. Después de servir en la guerra de 1812, entró en el Ministerio de la Iglesia de Inglaterra y en 1814, fue ordenado por el obispo Jacob Mountain en la ciudad de Quebec. En 1818 fue nombrado Rector de la Iglesia de Cristo en Montreal, donde permaneció durante más de cincuenta años, llegando a ser Decano de la diócesis. Fue director interino de McGill desde noviembre de 1835 hasta mayo de 1846. Murió en 1872. 
Fue parte de una prominente familia que incluía a cuatro hermanos; Alexander Neil, se convirtió en obispo de la Diócesis de Toronto, James Gray Bethune era un hombre de negocios, Angus Bethune fue destacado en el comercio de pieles y Donald Bethune fue un importante político en el Alto Canadá.